# Begonia admirabilis
Begonia admirabilis es una especie de planta perenne perteneciente a la familia Begoniaceae. Es originaria de Sudamérica.

## Distribución
Se encuentra en Brasil en la Mata Atlántica en Espírito Santo.

## Taxonomía
Begonia admirabilis fue descrita por Alexander Curt Brade y publicado en Archivos do Jardim Botânico do Rio de Janeiro 10: 136, pl. 6. 1950.
Etimología
Begonia: nombre genérico, acuñado por Charles Plumier, un referente francés en botánica, honra a Michel Bégon, un gobernador de la ex Colonia francesa de Haití, y fue adoptado por Linneo.
admirabilis: epíteto del término admirabilis que significa "admirable", que causa admiración".